# Arbetarebladet (1869)
Arbetarebladet Tidning för arbetare och allmoge, var en dagstidning utgiven i Gävle från 7 januari 1869 till 16 februari 1888.

## Redaktion
Utgivningsbevis för tidningen utfärdades för före detta bruksförvaltaren G. J. Lundeberg 19 december 1868 , vilken var tidningens redaktör med biträde av Axel Nygren, som var medredaktör. Klaus Lambert Gisslow har författat korrespondenser från Amerika efter 1883. Redaktionsort var hela tiden Gävle. Redaktör var Gustaf Jakob Lundeberg till 16 februari 1888 därefter Axel Nygren till tidningens avveckling. Ansvarig utgivare var  Gustaf Jakob Lundeberg under hela utgivningstiden. Politiskt var tidningen frisinnad men det är en lite osäker uppgift,  enligt tidningen den 7 januari 1869 Arbetarebladet, ämnadt till nytta och nöje för arbetare, egentligast uti detta och närmast liggande landskap. 1869 till 19 december 1872 komtidningen2 gånger i månaden därefter en gång i veckan onsdagar eller torsdagar. En bilaga med romaner medföljde 1-2 gånger i månaden.

## Tryckning
Förlaget hette Geflepostens tryckeri från start till 17 april 1877, därefter Aktiebolaget Geflepostens tryckeri. Tryckeri var Tryckeribolagets officin i Gävle till 15 januari 1871 sedan Geflepostens tryckeri  i samma stad. Tidningen hade träsnitt. Tidningen trycktes bara med trycksvärta och typsnitten var blandade fraktur och antikva till 16 september 1885 sedan bara antikva. Tidningens sidantal var 4 och formatet med relativt små satsytor, störst sista året med 47 x 37 och minst 28 x 19 1875. Upplagan var första året 1250 exemplar. Den steg sedan till strax under 4000 1872, blev 1877 hela 8500 och nådde sin största upplaga 1878 med 10 000. Upplagan sjönk till 5000 1884  som är sista året med uppgift.